# Lijst van nummer 1-hits in de Radio 2 Top 30 in 1994
Deze hits stonden in 1994 op nummer 1 in de BRT Top 30, de voorloper van de huidige Vlaamse Radio 2 Top 30.
| Nummer | Datum        | Artiest                        | Titel                                          |
| ------ | ------------ | ------------------------------ | ---------------------------------------------- |
| 434    | 1 januari    | Bryan Adams                    | Please forgive me                              |
|        | 8 januari    | Bryan Adams                    | Please forgive me                              |
| 433    | 15 januari   | Meat Loaf                      | I'd do anything for love (but I won't do that) |
| 434    | 22 januari   | Bryan Adams                    | Please forgive me                              |
|        | 29 januari   | Bryan Adams                    | Please forgive me                              |
| 435    | 5 februari   | Laura Pausini                  | La solitudine                                  |
|        | 12 februari  | Laura Pausini                  | La solitudine                                  |
|        | 19 februari  | Laura Pausini                  | La solitudine                                  |
|        | 26 februari  | Laura Pausini                  | La solitudine                                  |
|        | 5 maart      | Laura Pausini                  | La solitudine                                  |
|        | 12 maart     | Laura Pausini                  | La solitudine                                  |
|        | 19 maart     | Laura Pausini                  | La solitudine                                  |
|        | 26 maart     | Laura Pausini                  | La solitudine                                  |
| 436    | 2 april      | Bruce Springsteen              | Streets of Philadelphia                        |
| 437    | 9 april      | Mariah Carey                   | Without you                                    |
| 436    | 16 april     | Bruce Springsteen              | Streets of Philadelphia                        |
| 437    | 23 april     | Mariah Carey                   | Without you                                    |
|        | 30 april     | Mariah Carey                   | Without you                                    |
|        | 7 mei        | Mariah Carey                   | Without you                                    |
|        | 14 mei       | Mariah Carey                   | Without you                                    |
|        | 21 mei       | Mariah Carey                   | Without you                                    |
|        | 28 mei       | Mariah Carey                   | Without you                                    |
| 438    | 4 juni       | Reel 2 Real & The Mad Stuntman | I like to move it                              |
|        | 11 juni      | Reel 2 Real & The Mad Stuntman | I like to move it                              |
|        | 18 juni      | Reel 2 Real & The Mad Stuntman | I like to move it                              |
|        | 25 juni      | Reel 2 Real & The Mad Stuntman | I like to move it                              |
|        | 2 juli       | Reel 2 Real & The Mad Stuntman | I like to move it                              |
| 439    | 9 juli       | Crash Test Dummies             | Mmm mmm mmm mmm                                |
|        | 16 juli      | Crash Test Dummies             | Mmm mmm mmm mmm                                |
|        | 23 juli      | Crash Test Dummies             | Mmm mmm mmm mmm                                |
| 440    | 30 juli      | Good Shape                     | Give me fire                                   |
|        | 6 augustus   | Good Shape                     | Give me fire                                   |
|        | 13 augustus  | Good Shape                     | Give me fire                                   |
| 441    | 20 augustus  | Wet Wet Wet                    | Love is all around                             |
|        | 27 augustus  | Wet Wet Wet                    | Love is all around                             |
|        | 3 september  | Wet Wet Wet                    | Love is all around                             |
|        | 10 september | Wet Wet Wet                    | Love is all around                             |
|        | 17 september | Wet Wet Wet                    | Love is all around                             |
|        | 24 september | Wet Wet Wet                    | Love is all around                             |
|        | 1 oktober    | Wet Wet Wet                    | Love is all around                             |
|        | 8 oktober    | Wet Wet Wet                    | Love is all around                             |
| 442    | 15 oktober   | Rednex                         | Cotton Eye Joe                                 |
|        | 22 oktober   | Rednex                         | Cotton Eye Joe                                 |
|        | 29 oktober   | Rednex                         | Cotton Eye Joe                                 |
| 443    | 5 november   | Ice MC                         | It's a rainy day                               |
| 442    | 12 november  | Rednex                         | Cotton Eye Joe                                 |
|        | 19 november  | Rednex                         | Cotton Eye Joe                                 |
| 444    | 26 november  | Good Shape                     | King of your heart                             |
|        | 3 december   | Good Shape                     | King of your heart                             |
| 445    | 10 december  | Bon Jovi                       | Always                                         |
|        | 17 december  | Bon Jovi                       | Always                                         |
|        | 24 december  | Bon Jovi                       | Always                                         |
| 446    | 31 december  | Marco Borsato                  | Dromen zijn bedrog                             |